# Timbaraba dispar
Timbaraba dispar là một loài bọ cánh cứng trong họ Cerambycidae.